# Bernard Talvard
Bernard Talvard   (Melun, 8 d'octubre de 1947) és un tirador d'esgrima francès, ja retirat, especialista en floret, que va competir durant les dècades de 1960 i 1970.
El 1972 va prendre part en els Jocs Olímpics d'Estiu de Múnic, on va disputar dues proves del programa d'esgrima. En la prova del floret per equips guanyà la medalla de bronze, mentre en la del floret individual quedà eliminat en sèries. Quatre anys més tard, als Jocs de Mont-real, va guanyar la medalla de bronze en les proves del floret individual i floret per equips.
En el seu palmarès també destaquen cinc medalles al Campionat del Món d'esgrima, dues d'or, una de plata i dues de bronze, entre les edicions de 1967 i 1975, així una medalla d'or als Jocs del Mediterrani de 1975. El 1973 i 1975 guanyà el campionat de França de floret.